# Marca lui Gero

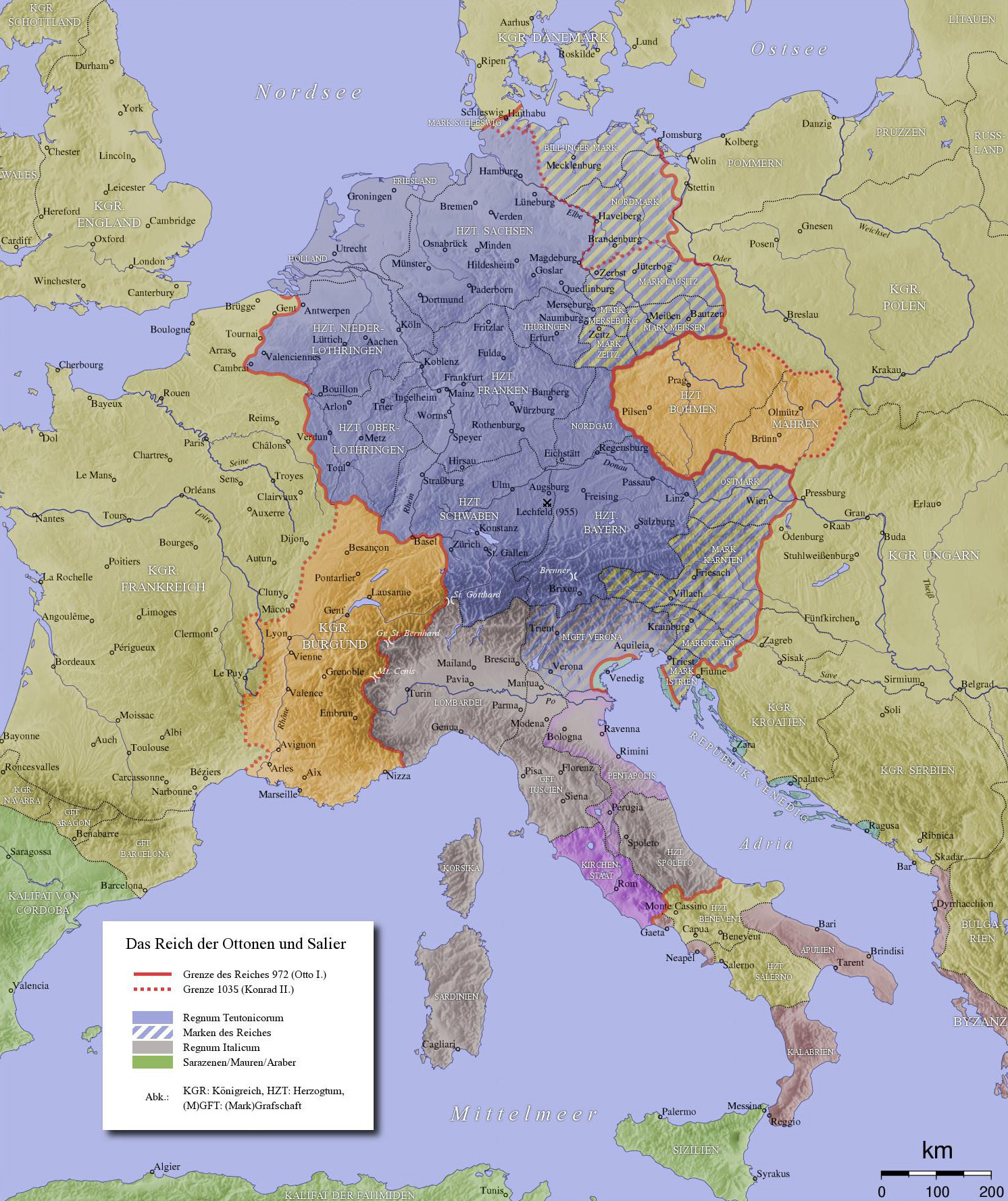

Marca lui Gero  a reprezentat o vastă marcă de la jumătatea secolului al X-lea. Ea a fost probabil constituită de către margraful Thietmar de Merseburg în anii '20 ai acelui secol, după care a trecut sub conducerea consecutivă a celor doi fii ai acestuia: Siegfried și Gero. La moartea lui Gero din 965, marca a fost divizată în cinci (devenite uneori șase) mărci diferite: Nordmark, Ostmark, Meissen, Zeitz și Merseburg. 
Dat fiind că reședința comitală a lui Siegfried și a lui Gero se afla la Merseburg, uneori denumirea mărcii apare ca Marca de Merseburg. Cu toate acestea, a mai existat o marcă de Merseburg care s-a dezvoltat după 965. Dat fiind că dieceza centrală din marca lui Gero se afla la Magdeburg, s-a utilizat și denumirea de Marca de Magdeburg (Magdenburger Mark). Alți istorici preferă să o numească drept "Marca Saxonă de răsărit" sau Ostmark, însă acești termeni sunt aplicați și asupra unei alte mărci, de asemenea din 965. Dat fiind că Marca lui Gero a fost constituită simultan cu Marca Billungilor situată mai la nord, ea mai este numită și ca partea sudică a Mărcii răsăritene. Iar alți specialiști o unmesc de-a dreptul ca "Marca de Meissen." Ca un fapt divers, pe parcursul unei singure pagini, James Westfall Thompson se referă la aceeași marcă menționând atât denumirea de "Marca sorabă" cât și pe cea de "Marca thuringiană".
În 965, Merseburg a devenit centrul unei mărci mai reduse ca dimensiuni, aparținând margrafului Gunther. La moartea acestui Gunther din 982, ea a fost atașată Mărcii de Meissen.